# Дяковичский сельсовет
Дяковичский сельсовет (белор. Дзякавіцкі сельсавет) — упразднённая административная единица на территории Житковичского района Гомельской области Республики Беларусь. Административный центр — агрогородок Дяковичи.

## История
11 января 2023 года Морохоровский и Дяковичский сельсоветы Житковичского района Гомельской области объединены в одну административно-территориальную единицу — Морохоровский сельсовет, с включением в его состав земельных участков Дяковичского сельсовета.

## Состав
Дяковичский сельсовет включает 6 населённых пунктов:
- Буда — деревня
- Ветчин — деревня
- Дяковичи — агрогородок
- Лутовье — деревня
- Постолы — деревня
- Хвойка — деревня